# Nimaviridae
Nimaviridae es una familia de virus que comprende un solo género, Whispovirus, que afecta a los camarones produciendo la enfermedad denominada "síndrome de la mancha blanca". Esta es una enfermedad altamente infecciosa que produce de forma rápida una gran mortalidad. Los brotes matan en pocos días a la totalidad de las poblaciones de camarones en las granjas de todo el mundo. El virus tiene un genoma ADN bicatenario y por lo tanto pertenece al Grupo I de la Clasificación de Baltimore. El genoma es circular y contiene 292.967 pb.
Las partículas virales tienen forma alargada y un tamaño con envoltura de 240-380 nm de longitud y 70-159 nm de diámetro, mientras que la nucleocápside mide 120-205 nm de longitud y 95-165 nm de diámetro. El virus tiene una envoltura exterior en forma de membrana bicapa lipídica y a veces una cola como apéndice en un extremo del virión. La nucleocápside consta de 15 conspícuas hélices verticales situadas a lo largo del eje longitudinal y cada hélice tiene dos estrías paralelas y está compuesta por 14 capsómeros globulares, cada uno de los cuales mide 8 nm de diámetro.
El virus tiene una amplia gama de huéspedes, es altamente virulenta y lleva a tasas de mortalidad del 100% en pocos días en el caso de los camarones cultivados de la familia Penaeidae. La mayoría de los camarones peneidos cultivados (Penaeus monodon, Marsupenaeus japonicus, Litopenaeus vannamei, Fenneropenaeus indicus, etc) son huéspedes naturales del virus.  También se ha comprobado que otros camarones no peneidos pueden ser severamente infectados en los experimentos. Muchos crustáceos como cangrejos (Escila spp., Portunus spp.), langostas espinosas (Panulirus spp.), cangrejos de río (Astacus spp., Cherax spp., etc) y camarones de agua dulce (Macrobrachium spp.) pueden ser infectados con gravedad variable dependiendo de la etapa vital del crustáceo y de la presencia de factores estresantes externos (temperatura, salinidad, enfermedades bacterianas, contaminantes, etc).
Los signos clínicos incluyen una súbita reducción del consumo de alimentos, letargo, pérdida de cutícula, decoloración y la presencia de manchas blancas de 0,5 a 2,0 mm de diámetro en la superficie interior del caparazón, apéndices y sobre la cutícula de los segmentos abdominales. La composición química de las manchas es similar a la del caparazón, con un porcentaje de calcio que constituye el 80-90% del total del material, lo que sugiere que se forman por anormalidades de la epidermis cuticular. La transmisión del virus se realiza principalmente por ingestión oral (transmisión horizontal) y de madres a hijos (transmisión vertical) en el caso de los criaderos de camarones. El virus está presente en las poblaciones silvestres de camarones, especialmente en las aguas costeras adyacentes a las granjas de camarones en Asia, pero todavía no ha sido observada una mortalidad en masa en las poblaciones de camarones silvestres. 